# Santos Iriarte
Santos Iriarte (Canelones, 1902. november 2. – Montevideo, 1968. november 10.) ötszörös uruguayi válogatott világbajnok labdarúgó, csatár.

## Pályafutása

### Klubcsapatban
A montevideói Racing és a Peñarol labdarúgója volt.

### A válogatottban
1930 és 1931 között öt alkalommal szerepelt az uruguayi válogatottban és két gólt szerzett. Mindkét gólját az 1930-as világbajnokságon szerezte: az elsőt Jugoszlávia ellen az elődöntőben, a másodikat a döntőben Argentína ellen a 68. percben, ezzel 3-2-es vezetést szerezve a 4-2-es győzelemmel zárult találkozón, mellyel világbajnoki címet szerzett ő is.

## Sikerei, díjai
- Világbajnokság
  - aranyérmes: 1930 – Uruguay